# Vaudreville
Vaudreville ist eine französische Gemeinde mit 72 Einwohnern (Stand 1. Januar 2022) im Département Manche in der Region Normandie. Sie gehört zum Arrondissement Cherbourg und zum Kanton Valognes.

## Lage
Die Gemeinde liegt auf der Halbinsel Cotentin und grenzt im Norden an Saint-Martin-d’Audouville, im Osten an Lestre, im Südosten an Ozeville, im Süden an Saint-Floxel, im Südwesten an Montebourg und im Westen an Saint-Germain-de-Tournebut.

## Bevölkerungsentwicklung
| Jahr      | 1962 | 1968 | 1975 | 1982 | 1990 | 1999 | 2008 | 2018 |
| --------- | ---- | ---- | ---- | ---- | ---- | ---- | ---- | ---- |
| Einwohner | 81   | 80   | 67   | 59   | 61   | 80   | 80   | 73   |

## Sehenswürdigkeiten

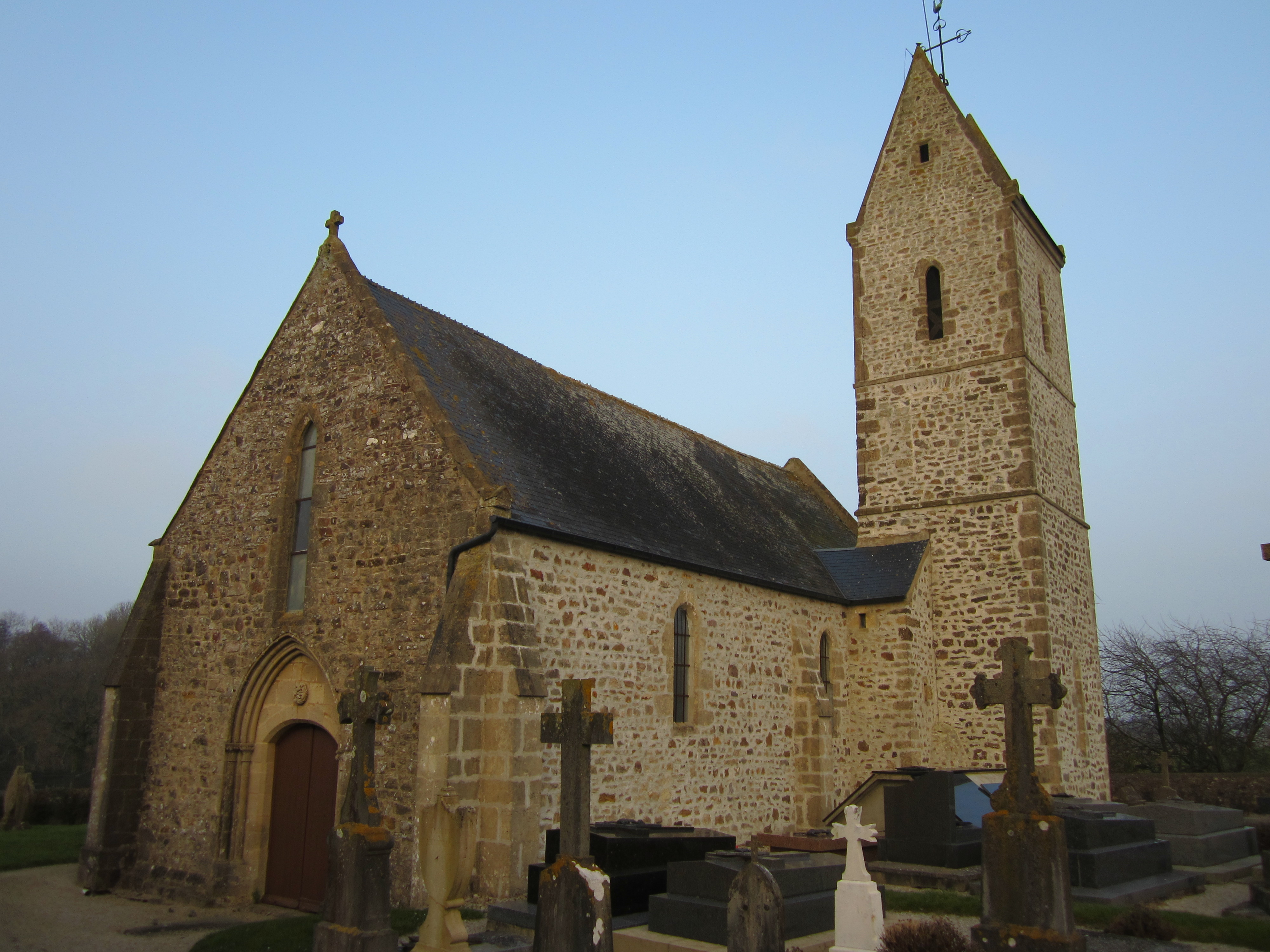
Kirche Saint-Basile

- Kirche Saint-Basile